# Lignières (Somma)
Lignières – miejscowość i gmina we Francji, w regionie Hauts-de-France, w departamencie Somma.
Według danych na rok 1990 gminę zamieszkiwało 108 osób, a gęstość zaludnienia wynosiła 17 osób/km² (wśród 2293 gmin Pikardii Lignières plasuje się na 889. miejscu pod względem liczby ludności, natomiast pod względem powierzchni na miejscu 749.).